# 弗朗西耶尔
弗朗西耶尔（法語：Francières，法語發音：[fʁɑ̃sjɛʁ]）是法国瓦兹省的一个市镇，属于贡比涅区。

## 地理
弗朗西耶尔（49°26'54"N, 2°40'47"E）面积8.23 平方千米，位于法国上法蘭西大區瓦兹省，该省份为法国北部内陆省份，北起索姆省，西接厄尔省和滨海塞纳省，南至塞纳-马恩省和瓦兹河谷省，东临埃纳省。
与弗朗西耶尔接壤的市镇（或旧市镇、城区）包括：埃斯特雷圣但尼、埃梅维莱尔、蒙马丹、雷米、鲁维莱尔。

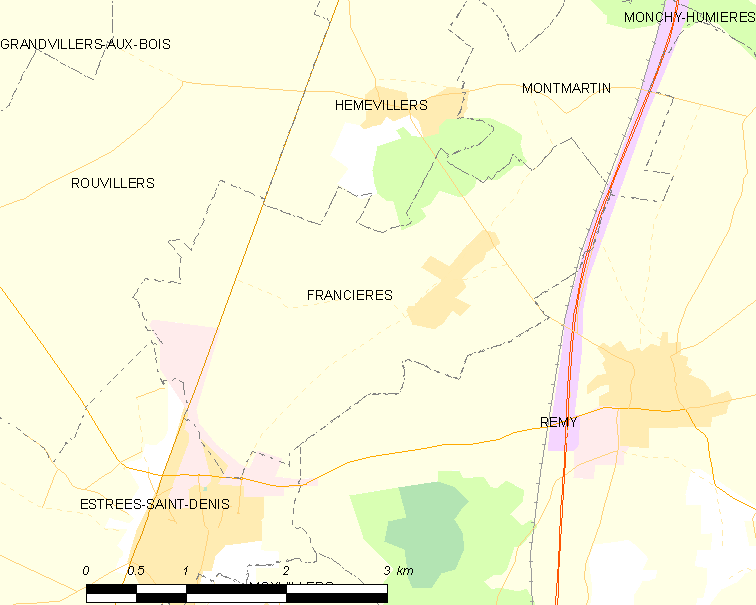
弗朗西耶尔的OSM定位图

弗朗西耶尔的时区为UTC+01:00、UTC+02:00（夏令时）。

## 行政
弗朗西耶尔的邮政编码为60190，INSEE市镇编码为60254。

## 政治
弗朗西耶尔所属的省级选区为埃斯特雷圣但尼县。

## 人口

1962-2008年间弗朗西耶尔人口变化图示

弗朗西耶尔于2022年1月1日时的人口数量为544人。